# Суперфосфат
Суперфосфа́т — наиболее распространённое простое минеральное фосфорное удобрение. Удобрение содержит гипс и другие примеси (фосфаты железа и алюминия, кремнезём, соединения фтора и др.).

## Разновидности
Простой суперфосфат, смесь Ca(H2PO4)2*H2O и CaSO4
Серый порошок, почти не слёживаемый, среднерассеиваемый; в удобрении 23—29,5 % усваиваемого растениями P2O5. Гранулированный суперфосфат получают из простого (порошковидного), увлажняя его и окатывая в гранулы (диаметр их в основном 2—4 мм) во вращающихся барабанах. Имеет повышенную рассеиваемость.
Двойной суперфосфат, Ca(H2PO4)2·H2O
Содержит 45—48 % усваиваемой растениями P2O5, очень мало гипса, выпускается преимущественно гранулированным. В состав аммонизированного суперфосфата, кроме 14—19,5 % P2O5 входит не менее 1,6 % аммиака; марганизированного суперфосфата — 1,5—2,5 % марганца; борного суперфосфата — 0,1—0,3 % бора; молибденового суперфосфата — 0,1 % молибдена.

### Получение суперфосфата
Получают простой суперфосфат из фосфоритов, обрабатывая их серной кислотой, по реакции:
{\displaystyle \mathrm {Ca_{3}(PO_{4})_{2}+2\ H_{2}SO_{4}+4\ H_{2}O\rightarrow Ca(H_{2}PO_{4})_{2}+2\ \lbrack CaSO_{4}\cdot 2\ H_{2}O\rbrack } }
Объём промышленного производства в России и странах бывшего СССР в настоящее время постоянно снижается, уступая производству комплексных удобрений.

### Получение двойного суперфосфата
Для получения двойного суперфосфата фосфорит обрабатывают фосфорной кислотой, полученной из апатита или фосфорита и серной кислоты. Отличается от простого суперфосфата небольшим содержанием гипса, поэтому является более концентрированным удобрением.
{\displaystyle \mathrm {Ca_{3}(PO_{4})_{2}+4\ H_{3}PO_{4}\rightarrow 3\ Ca(H_{2}PO_{4})_{2}} }

## Применение
Суперфосфат применяют на всех почвах в качестве основного предпосевного, припосевного (лучше гранулированный суперфосфат) удобрения и в подкормки. Особенно эффективен на щелочных и нейтральных почвах. В кислой почве фосфорная кислота удобрения превращается в труднодоступные растениям фосфаты алюминия и железа. В этом случае действие суперфосфата повышается при смешивании его перед внесением с фосфоритной мукой, известняком, мелом, перегноем при применении на известкованных полях (см. Известкование почв).

## История
До середины XIX века в сельском хозяйстве в качестве фосфорсодержащих удобрений применялись костная мука, экскременты животных и человека (в основном в виде гуано). Но запасы гуано быстро кончались, а растворимость костной муки была недостаточна для эффективного поступления фосфора в растения.
В 1840 году немецкий ученый Юстус фон Либих продемонстрировал, что эффективность костной муки как удобрения значительно увеличивалась после обработки серной кислотой. В 1842 году в Англии этот процесс был запатентован, а продукт получил название «суперфосфат». В 1843 году начала работу первая фабрика по переработке костной муки в Англии. В США коммерческое производство суперфосфата началось в 1852 году.
Пик потребления простого суперфосфата был достигнут в 1940-х годах, после чего его начали сильно теснить на рынке двойной суперфосфат и аммонийфосфаты.
В осажденном Ленинграде смесью суперфосфата (три части) с водой (одна часть) обмазывали деревянные конструкции чердаков жилых домов и объектов от зажигательных бомб.